# Шодьер — Аппалачи
Шодьер—Аппалачи (фр. Chaudière-Appalaches) — административный регион провинции Квебек, Канада.
Расположен на южном берегу реки Святого Лаврентия напротив города Квебека. Своё имя регион получил благодаря реке Шодьер, пересекающей его с юга на север и горам Аппалачи, находящимся к югу. Регион состоит из 9 региональных и 136 местных муниципалитетов.